# Tito 3

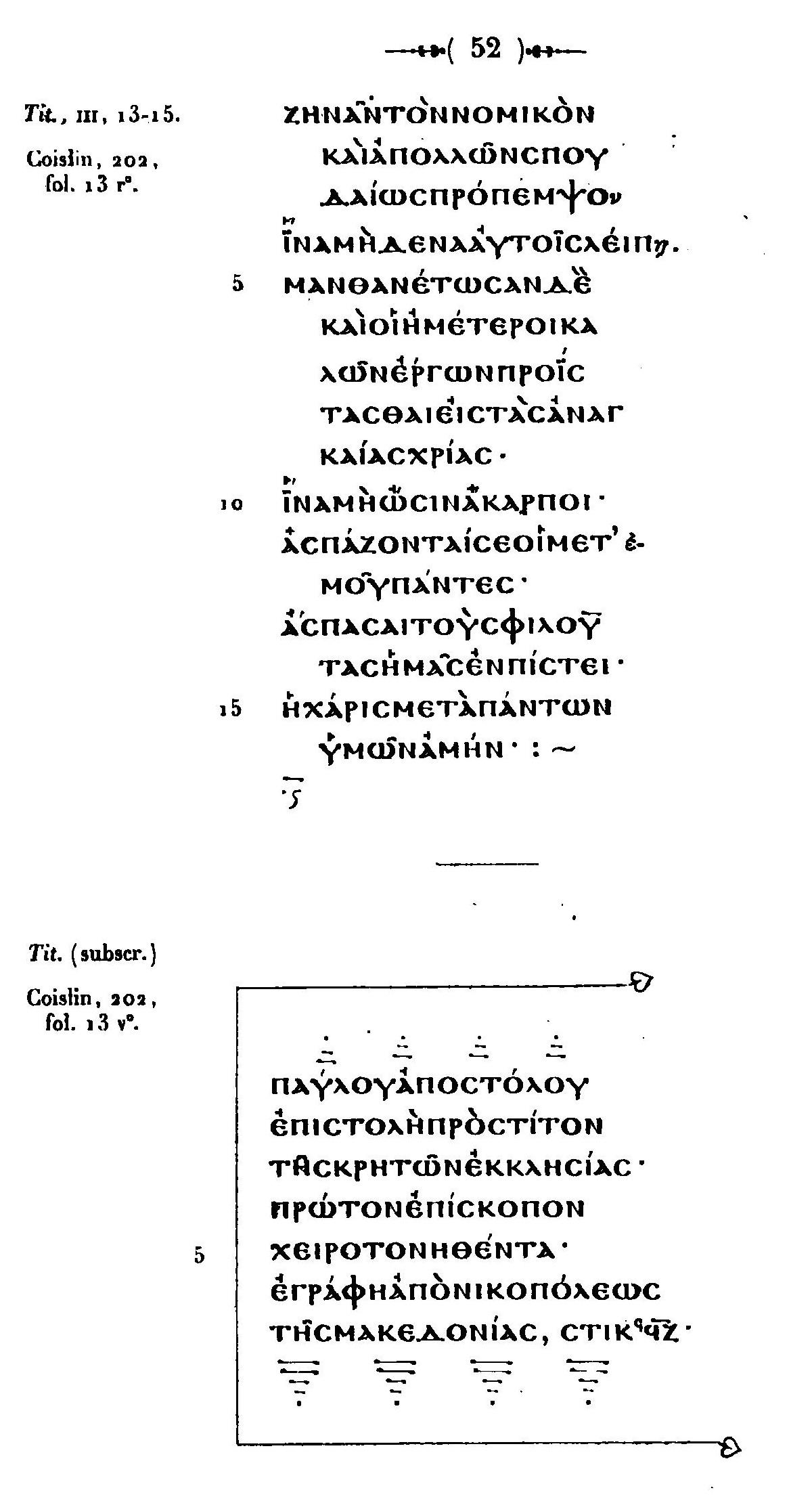
Final de la Epístola a Tito (Titus 3:13–15) con una «suscripción» en Codex Coislinianus, a partir del facsímil de H. Omont (1889)

Tito 3 es el tercer y último capítulo de la Epístola a Tito del Nuevo Testamento de la Cristiana Biblia. La carta se atribuye tradicionalmente a Pablo Apóstol, enviada desde Nicópolis de Macedonia (provincia romana), dirigida a Tito en Creta. Algunos eruditos sostienen que es obra de un seguidor anónimo, escrito después de la muerte de Pablo en el siglo I d. C.  Este capítulo contiene la instrucción del autor para la iglesia como comunidad con responsabilidades en el ámbito público, hacia el gobierno y también hacia los individuos, concluyendo con algunas peticiones personales para Tito antes de la bendición final.

## Texto
El texto original fue escrito en griego koiné. Este capítulo está dividido en 15 Versículos.

### Testigos textuales
Algunos manuscritos antiguos que contienen el texto de este capítulo son:
- Codex Sinaiticus (330-360 d. C.)
- Codex Alexandrinus (400-440)
- Codex Ephraemi Rescriptus (c.450; completo)
- Codex Freerianus (c. 450; Versículos 8-9 existentes)
- Codex Claromontanus (c. 550)
- Codex Coislinianus (c. 550; Versículos 13-15 existentes, con endnotas únicas)

## Contenido
- 1. Respeto a la autoridad legítima. Versículos 1-2
- 2. Renovación de la vida cristiana por el Espíritu Santo. Versículos 3-8
- 3. Otros consejos. Versículos 8-11
- 4. Recomendaciones finales y despedida. Versículos 12-15

### Respeto a la autoridad legítima. Versículos 1-2
1-Recuérdales que estén sujetos a los gobernantes y a las autoridades: que les obedezcan, que estén dispuestos a hacer el bien, 
2-sin injuriar a nadie ni darse a las discordias, sino que sean modestos, dando muestras de comprensión con todos los hombres.

#### Comentarios
La libertad de los hijos de Dios ganada por Cristo no lleva consigo un antagonismo hacia las autoridades civiles legítimas ni una oposición por principio a las estructuras existentes, sino el anhelo de promover los cambios oportunos sobre la base de un deseo de mejora personal:

Solamente recurriendo a las capacidades éticas de la persona y a la perpetua necesidad de conversión interior se obtendrán los cambios sociales que estarán verdaderamente al servicio del hombre.

. 
Por lo demás, el cristiano debe acatar la autoridad legítima.

### Renovación de la vida cristiana por el Espíritu Santo. Versículos 3-8
3-Pues también nosotros éramos en otro tiempo insensatos, desobedientes, extraviados, esclavos de las concupiscencias y diversos placeres, viviendo inmersos en la malicia y en la envidia, aborrecibles y odiándonos unos a otros. 
4-Pero cuando se manifestó la bondad de Dios, nuestro Salvador, y su amor a los hombres, 
5-nos salvó, no por las obras justas que hubiéramos hecho nosotros, sino por su misericordia, mediante el baño de la regeneración y de la renovación en el Espíritu Santo, 
6-que derramó copiosamente sobre nosotros por medio de Jesucristo nuestro Salvador, 
7-para que, justificados por su gracia, fuéramos herederos de la vida eterna que esperamos. 
8-Verdadera es esta doctrina y quiero que en ella te mantengas firme, para que los que ya han creído en Dios pongan empeño en que se les reconozca por las buenas obras. Esto es bueno y útil para los hombres.

#### Comentarios
El fundamento teológico de las obligaciones sociales presentadas se centra en un himno a Jesucristo (vv. 4-7), que resume la Encarnación, la Redención y la salvación ofrecida a cada cristiano. Este pasaje resalta cómo cada bautizado se convierte en testigo de la historia de la salvación: un tránsito del pecado a la gracia, de la esclavitud y el error a la libertad y la regeneración inauguradas por Cristo. La experiencia del perdón divino llena de alegría el corazón y suscita un profundo agradecimiento.

Si no existiese en la Iglesia el perdón de los pecados, ninguna esperanza habría de vida y liberación eterna. Damos gracias a Dios porque concedió este don a su Iglesia.

### Otros consejos. Versículos 8-11
9-Evita las disquisiciones necias, las genealogías, las disputas y polémicas sobre la Ley, porque son inútiles y vanas. 
10-Al hereje, después de una o dos amonestaciones, rehúyelo: 
11-tú sabes que una persona así está pervertida y en pecado, y su propia conciencia le condena.

#### Comentarios
La iglesia no es lugar de discusiones. «Hereje» (v. 10) hace referencia aquí a la condición de aquellos falsos maestros que rechazaban la enseñanza y crean divisiones. Con el tiempo se precisaron más los términos: 

Se llama herejía la negación pertinaz después de recibido el bautismo, de una verdad que ha de creerse con fe divina y católica, o la duda pertinaz sobre la misma; apostasía es el rechazo total de la fe cristiana; cisma, el rechazo de la sujeción al Sumo Pontífice o de la comunión con los miembros de la Iglesia a él sometidos.

### Recomendaciones finales y despedida. Versículos 12-15
12-Cuando te envíe a Artemas o a Tíquico, procura venir pronto a mi encuentro en Nicópolis, porque he pensado pasar allí el invierno. 
13-A Zenas, el jurista, y a Apolo, procura proveerles de todo lo necesario para el viaje, para que nada les falte. 
14-Que aprendan también los nuestros a que se les reconozca por las buenas obras, ayudando en las necesidades urgentes, para que no queden sin dar fruto.
15-Te saludan todos los que están conmigo. Saluda tú a nuestros amigos en la fe. La gracia esté con todos vosotros.

#### Comentarios
Las instrucciones finales de la epístola muestran la importancia de la hospitalidad entre los primeros cristianos. Tíquico fue compañero de Pablo en su tercer viaje y portador de las cartas a los Efesios y a los Colosenses. Apolo aparece también mencionado en los Hechos de los Apóstoles como persona muy versada en las Escrituras y buen orador (Hch 18,24-26); además de su actividad apostólica en Éfeso, colaboró intensamente en Corinto. «Nuestros amigos en la fe» (v. 15), o más literalmente: «Los que nos aman en la fe». Esta expresión designa a los cristianos, cuyo amor mutuo tiene origen sobrenatural.
San Jerónimo comenta así: 

Si todo el que ama, amara en la fe, no habría añadido San Pablo la fe al amor; las madres aman a sus hijos y están dispuestas a dar la vida por ellos, pero ese amor no es necesariamente en la fe; también las esposas aman a sus maridos y con frecuencia llegan a morir con ellos, pero tampoco es amor de fe. Sólo los santos aman en la fe, pues su amor abarca también a los incrédulos; más aún, aman incluso a sus enemigos. Este es el amor en la fe, porque se basa en Aquel que ha prometido el premio a quienes cumplen el mandamiento nuevo.